# استفان اتفال
استفان اتفال (انگلیسی: Stefan Attefall؛ زادهٔ ۲۱ اوت ۱۹۶۰) سیاست‌مدار، و روزنامه‌نگار اهل سوئد است.